# Джиммі Карр
Джеймс Ентоні Патрік Карр (англ. James Anthony Patrick "Jimmy" Carr; 15 вересня 1972) — британсько-ірландський стенд-ап комік, телеведучий та актор, відомий за свій незвичний сміх, невимушеною подачею, чорним гумором, та активною взаємодією з публікою.
Карр розпочав кар'єру коміка в 2000 р. Після того як Карр став впізнаваним коміком, його почали запрошувати на телешоу на Channel 4, пізніше він став ведучим шоу «8 Out of 10 Cats» а також « The Big Fat Quiz of the Year», комедійне тв шоу що транлювалось кожного грудня щоб обговорити та оцінити події за рік.

## Ранні роки
Карр народився в Айслворт, Лондон в сім'ї Патріка Джеймса Карра (народився в 1945), бухгалтера комп'ютерної компанії «Unisys», та Нори Мері (19 Вересня 1943 — 7 Вересня 2001). Він середній син в сім'ї, має двох братів.Його батьки одружились в 1970 р. та розійшлись в 1994 р. та ніколи не розлучались.
Карр провів більшу частину свого раннього життя на півдні Бакінгемшира, де він відвідував загальну школу Farnham Common та школу Burnham Grammar, потім завершив шостий клас в школі «Royal Grammar» в Хай-Уікомбі Сім'я залишалася в контакті з ірландським корінням і часто виїжджала до Лімеріку, та Кілке. Карр володіє двома громадянствами англійським та ірландським
Після отримання чотирьох відмінних оцінок на екзаменах GCE Advanced Level, Карр вивчав політологію в Гонвільському Коледжі, Кембридж. Він випустився в 1994 році. Він продовжував працювати в відділі маркетингу компанії Shell, перш ніж він був звільнений у січні 2000 року. Пізніше в цьому місяці він здійснив свій перший платний концерт, перед цим в нього був лише один неоплачуваний виступ в пабі попереднього місяця.

## Кар'єра

### Телебачення

#### Ведучий

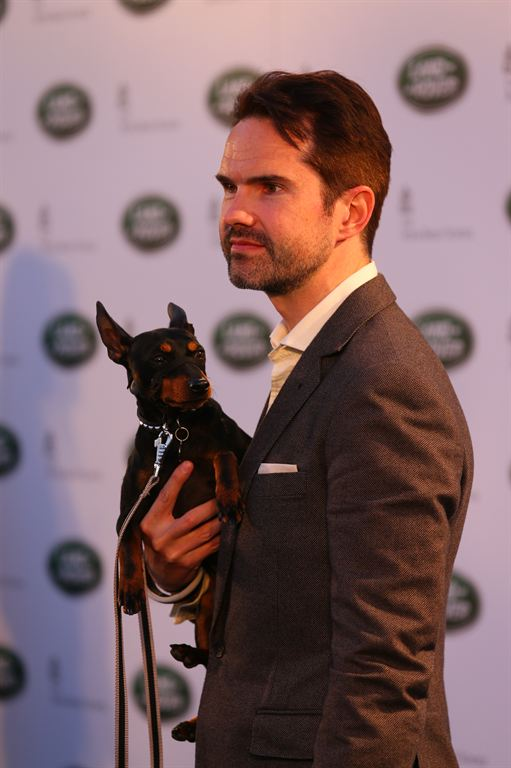
Карр у Вересні 2012

Заробивши репутацію відмінника «stand-up comedy» (укр. Стендап камеді), Карр був запрошений телеканалом Channel 4 вести ігрові шоу «Distraction» і «Your Face or Mine?». Він представив серію програм «100's»: «100 гірших поп-рекордів», «100 гірших британців», «100 найбільших героїв мультфільмів», «100 людей, найбільш схожих на Джиммі Карра» і «100 страшних моментів».
З 2004 по 2006 роки Карр вів американську версію «Distraction» на Comedy Central. Він також був номінований на «Rose d'Or» в 2006 році в номінації «Кращий ведучий ігрового шоу». Кожного грудня Карр веде «The Big Fat Quiz of the Year» на Channel 4. Він також випускає спеціальні епізоди цієї програми під назвою «The Big Fat Quiz of Everything».
З 2005 року Карр веде шоу «8 Out of 10 Cats». З 2012 року Джиммі представив шоу «8 Out of 10 Cats Does Countdown», поєднання «8 Out of 10 Cats» і денної шоу-вікторини «Countdown».
У квітні 2010 року Карр провів перший британський варіант комедійного шоу «A Comedy Roast», аналог американського «Comedy Central Roast». 6 травня 2010 року він був спів-ведучим «Alternative Election Night», поряд з Девідом Мітчеллом, Лорен Лаверн і Чарлі Брукером. Він увійшов до трійки провідних комедійного шоу «10 O'Clock Live», яке стартувало в січні 2011 року.
У 2014 і 2015 роках Карр взяв участь, як запрошена зірка, в двох епізодах в «Sunday Night at the Palladium» на ITV.

#### Запрошений гість та ведучий
Карр був запрошеним ведучим на шоу «Have I Got News for You», пізніше він приєднався до команди Яна Хіслопа, що працював над цим шоу. Вперше воно було показано 30 листопада 2007 року, гостем була політик Енн Уайддкомб, з якою Джиммі брудно фліртував. Уайддкомб пізніше заявила: «Я не думаю, що ще раз прийду на цю програму». Карр двічі з'явився в «Never Mind the Buzzcocks», а також в «A League of Their Own» і «QI».
Під час появи на автошоу BBC «Top Gear», Карр встановив новий рекорд кола серед знаменитостей в рубриці «Зірка в бюджетному автомобілі». Він був охарактеризований тест-пілотом «Top Gear» Стігом як «найгірший водій, який коли-небудь був у нас в програмі» і «найщасливіший серед живих». Карр провів «Top Gear Live World Tour» 2009—2010 років.
У США він двічі з'явився на «Late Night with Conan O'Brien» і тричі на «The Tonight Show with Jay Leno». Карр з'явився в ірландському комедійному новинному шоу «The Panel». 2003 року Джиммі з'явився в музичному відео на різдвяну пісню «Proper Crimbo» з комедійної програми «Bo 'Selecta». Карр вказано в титрах DVD Росса Ноубла «Randomist», в якому він вдарив Ноубла, коли той повертався в гримерку.
Копія голови Карра заввишки 15 футів була використана в рекламній кампанії чипсів «Walkers» і згодом з'явилася в різних виданнях. У липні 2013 року ITV News і BBC Cumbria повідомили, що «Skiddle» перевезла репліку в Престон на фестиваль «Wickerman Festival».

### Радіо
Карр є постійним гостем та інтерв'юером в радіо-програмах «Loose Ends» (BBC Radio 4) і «The Fred MacAulay Show» (BBC Radio Scotland). У січні 2005 року Карр брав участь в «It's Been a Terrible Year» — комедійний огляд 2004 року на BBC Radio 2. Аж до липня 2006 року він брав участь в недільному ранковому радіо-шоу на Xfm з коміком Єном Морісом. Він з'явився в двох епізодах радіо-серіалу «Flight of the Conchords» в 2005 році. У січні 2006 року Карр в ефірі «Loose Ends» сказав жарт, кульмінацією якого було те, що циганки смердять. Хоча BBC вибачилася, Джиммі відмовився вибачитися і продовжив використовувати цей жарт..

### Стендап
Колишній співробітник маркетингової служби компанії «Shell Oil», Джиммі почав свою кар'єру комедіанта в 2000-му. Беручи в році лише п'ять тижнів відпочинку, Карр постійно гастролює як комік імпровізаційного жанру. 2003 року він виступав на шоу «Charm Offensive» Единбурзького фестивалю, що вилилося в п'ять зоряних статей про нього в чотирьох впливових газетах. 2004 року провів свої сольні виступи в клубі «Vicar Street» (Дублін), на комедійних фестивалях в Лестері, Глазго, Голуейе і «Cat Laughs» (Кілкенні), поряд з виступом в Театрі Блумсбері, де він зняв свій перший DVD "Live ".
У 2004 році він пригрозив подати до суду на коміка Джима Девідсона за використання жартів, яких Карр вважає своїми. Справа була припинена, коли стало очевидно, що жарт старий і використовується протягом десятиліть багатьма різними коміками. Стартувавши 9 квітня 2005 року, Джиммі вирушив у турне по країні зі своїм шоу «Публічна демонстрація любові». Він також з'явився в EICC (Единбурзький міжнародний конференц-центр) під час Единбурзького фестивалю в серпні 2005 року з його шоу «Off The Telly». Пізніше в тому ж році, наприкінці листопада, він випустив свій другий DVD «Stand Up».
У серпні 2006 року почалися нові гастролі, «Gag Reflex», за які Карр удостоївся призу «British Comedy Award» за «Найкращий живий виступ». У цьому ж році він також виступив на фестивалі «Just for Laughs» в Монреалі і здійснив візит на фестиваль в Ньюбері. Він випустив свій третій DVD «Comedian» в листопаді 2007. Восени того ж року почався новий національний тур Джиммі під назвою «Repeat Offender». Наприкінці 2008 року Карр почав гастролі з шоу під назвою «Joke Technician»..
20 серпня 2009 року розпочався тур «Rapier Wit». 2 листопада 2009 вийшов новий DVD «Telling Jokes». Крім того, в липні 2009 року Карр гастролював по Лас-Вегасу разом з групою «The Killers».
У жовтні 2009 року Карр отримав критику з боку декількох таблоїдів за жарт про британських солдатів, які втратили кінцівки в Іраку і Афганістані, заявивши, що Велика Британія буде мати сильну команду в Лондоні на Паралімпійських іграх 2012 року. Потім самі видання потрапили під хвилю критики за помилкове твердження, написавши, що публіка на жарт відреагувала приголомшеним мовчанням. Сам же Джиммі вважав свій випад «абсолютно прийнятним», маючи схильність жартувати про інвалідів і зґвалтуванні.

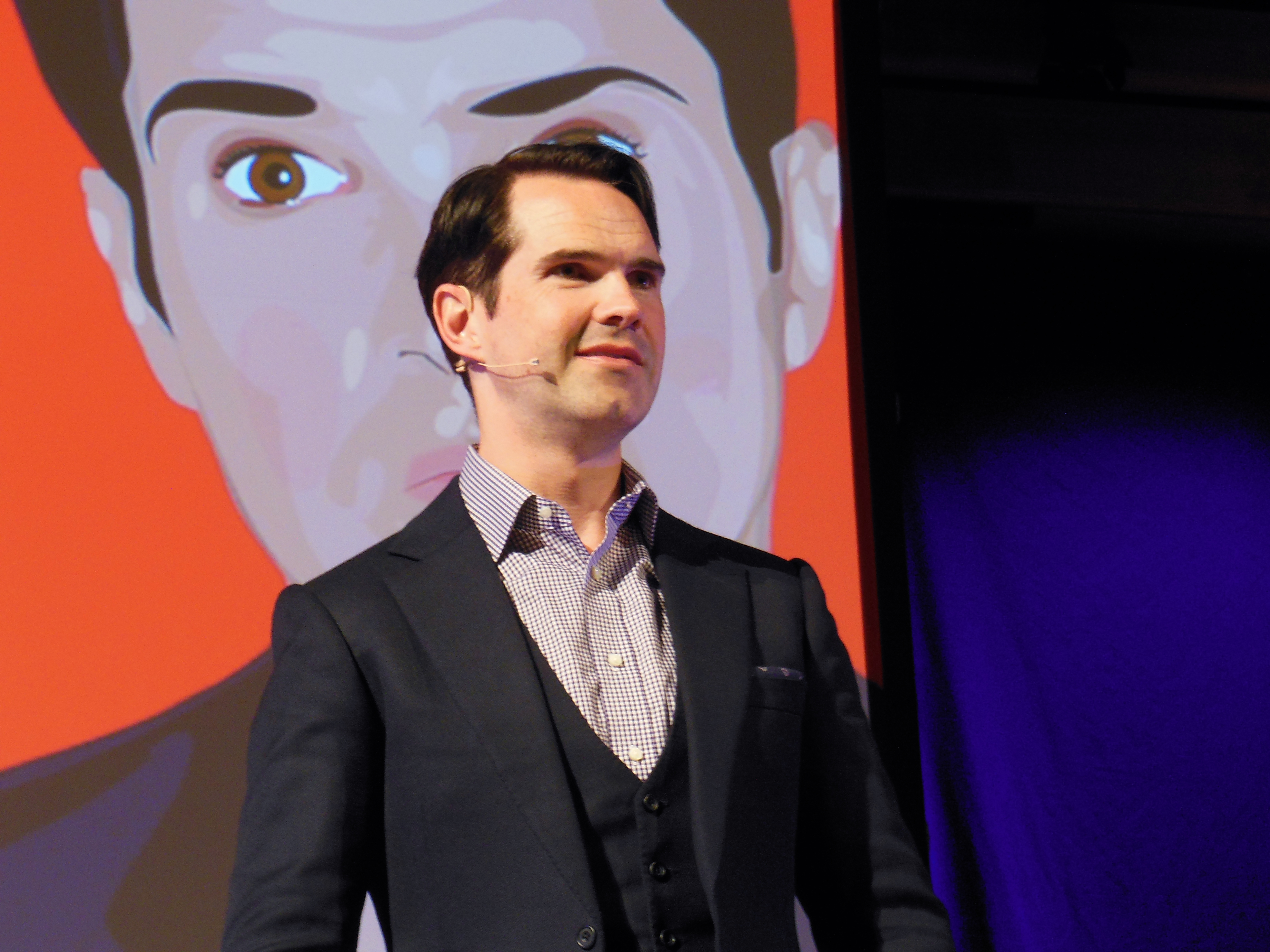
Карр в Квітні 2015

Шостий концертний DVD «Making People Laugh» вийшов 8 листопада 2010 року. У 2010-11 роках пройшов тур під назвою «Laughter Therapy».
21 листопада 2011 року вийшло DVD «Being Funny».
18 листопада 2013 року вийшов DVD «Laughing and Joking», останній на сьогоднішній день DVD «Funny Business» вийшов 18 березня 2016 року.

## Особисте життя
Під час свого виступу на BBC Джиммі сказав, що років до 25 він був католиком, а до 26 залишався через свою віри незайманим. Коли він познайомився з роботами Річарда Докінза, то відрікся від віри, ставши атеїстом. У віці 26 років у Карра була, як він сам її називає, «рання криза середнього віку», в ході якої він втратив свою католицьку віру. Відтоді він виступає з критикою організованої релігії, заявляючи, що релігія обмежує свободу людей жити їх власним життям. Карр каже, що він переніс багато психотерапії (зокрема нейролінгвістичне програмування) під час своєї кризи, щоб впоратися з втратою віри, і що він має кваліфікацію терапевта.
Джиммі живе в Північному Лондоні зі своєю подругою, Керолайн Коппінг, редактором телеканалу Channel 5

## Нагороди та премії
- LAFTA Awards 2008: Найкращий стендап
- LAFTA Awards 2007: Найвеселіша людина
- British Comedy Awards[en] 2006 — Найкращий стендап в прямому ефірі
- Rose D'Or Nomination 2006: Найкраще ігрове шоу
- LAFTA Awards 2005: Найвеселіша людина
- Rose D'Or Nomination 2004: Найкращий ведучий
- Loaded Lafta Award 2004 — Найкращий стендап
- Royal Television Society Award[en] Winner: Найкращий дебютант 2003
- Perrier Award[en] Nominee: 2002
- Time Out Award Winner: Найкращий стендап 2002

## Works

### Тури
| Назва                                           | Роки    |
| ----------------------------------------------- | ------- |
| Charm Offensive                                 | 2003–04 |
| A Public Display of Affection                   | 2004–06 |
| Gag Reflex                                      | 2006–07 |
| Repeat Offender                                 | 2007–08 |
| Joke Technician                                 | 2008–09 |
| Rapier Wit                                      | 2009–10 |
| Laughter Therapy                                | 2010–11 |
| Gagging Order                                   | 2012–13 |
| Funny Business                                  | 2014–15 |
| The Best Of, Ultimate, Gold, Greatest Hits Tour | 2016–18 |

### DVD
| Назва               | Дата випуску      | Місце Зйомок                |
| ------------------- | ----------------- | --------------------------- |
| Live                | 8 листопада 2004  | London's Bloomsbury Theatre |
| Stand Up            | 7 листопада 2005  | London's Bloomsbury Theatre |
| Comedian            | 5 листопада 2007  | London's Bloomsbury Theatre |
| In Concert          | 3 листопада 2008  | London's Bloomsbury Theatre |
| Telling Jokes       | 2 листопада 2009  | London's Bloomsbury Theatre |
| Making People Laugh | 8 листопада 2010  | Glasgow's Clyde Auditorium  |
| Being Funny         | 21 листопада 2011 | Birmingham's Symphony Hall  |
| Laughing and Joking | 18 листопада 2013 | London's Hammersmith Apollo |
| Funny Business      | 18 березня 2016   | London's Hammersmith Apollo |

### Фільмографія
Фільми
| Рік  | Назва                              | Роль                   |
| ---- | ---------------------------------- | ---------------------- |
| 2006 | «Alien Autopsy»                    | Менеджер Гарі          |
| 2006 | «Confetti»                         | Ентоні                 |
| 2006 | «Stormbreaker»                     | Джон Крауфорд          |
| 2007 | «I Want Candy»                     | Хлопець з відеопрокату |
| 2009 | «Telstar»                          | Джентльмен             |
| 2016 | «The Comedian's Guide to Survival» | Джиммі Карр            |
| 2016 | «Magik»                            | Джейкоб                |

Television
| Рік              | Назва                                    | Роль               | Канал                                         |
| ---------------- | ---------------------------------------- | ------------------ | --------------------------------------------- |
| 2001–2003, 2017— | «Your Face or Mine?»                     | Спів-ведучий       | E4 (2002—2003) Comedy Central (2017—)         |
| 2003–2004        | «Distraction»                            | Ведучий            | Channel 4                                     |
| 2003             | «Have I Got News for You»                | Запрошений ведучий | BBC One                                       |
| 2004—            | «The Big Fat Quiz of the Year»           | Ведучий            | Channel 4                                     |
| 2005—            | «8 Out of 10 Cats»                       | Ведучий            | Channel 4 (2005-15), More4 (2016), E4 (2017-) |
| 2007             | «Live at the Apollo»                     | Ведучий            | BBC One                                       |
| 2010             | «Channel 4's Alternative Election Night» | Спів-ведучий       | Channel 4                                     |
| 2010–2011        | «A Comedy Roast»                         | Ведучий            | Channel 4                                     |
| 2011–2013        | «10 O'Clock Live»                        | Спів-ведучий       | Channel 4                                     |
| 2012—            | «8 Out of 10 Cats Does Countdown»        | Ведучий            | Channel 4                                     |
| 2014, 2015       | «Sunday Night at the Palladium»          | Запрошений ведучий | ITV                                           |
| 2015—            | «Drunk History»                          | Оповідач           | Comedy Central                                |
| 2016             | «Comedy Central Roast of Rob Lowe»       | Гість              |                                               |
| 2017/2018—       | «Roast Battle UK»                        | Ведучий            | Comedy Central                                |

### Книги
| Назва                                                  | Рік  |
| ------------------------------------------------------ | ---- |
| The Naked Jape: Uncovering The Hidden World Of Jokes   | 2006 |
| Only Joking: What's So Funny About Making People Laugh | 2006 |